# Peter Weiss
Peter Weiss (Nowawes, 1916. november 8. – Stockholm, 1982. május 10.) svéd drámaíró, író, festőművész és rendező.
Weiss keményen politizáló darabjaival a Brecht utáni német színháznak legnagyobb feltűnést keltő, és legsikeresebb szerzője volt. Haláláig 2284 előadása volt csak német nyelvterületen, a Marat/Sade-ot pedig a fél világ előadta Moszkvától Budapestig.
Apja textilgyáros (osztrák-magyar állampolgár), anyja svájci származású színésznő, aki Max Reinhardtnál is játszott.
1918-ban felvették a cseh állampolgárságot, Brémába, majd Berlinbe költöztek. Hitler hatalomra jutása után 1934-ben elhagyták Németországot, és Londonban telepedtek le.
Peter Weiss a prágai képzőművészeti főiskolára iratkozott be. 1939-ben Svédországba költözött és haláláig svéd állampolgár maradt, bár hazájának egyetlen országot sem vallott.

## Művei
- The Aesthetics of Resistance, történelmi regény (1975)

### Színművek
- A per (1974)
- Trockij száműzetésben (1970)
- Vitairat Vietnamról (1968)
- A luzitán madárijesztő (1967)
- A vizsgálat (1965)
- Marat/Sade(wd) (A darab teljes címe: Jean-Paul Marat üldöztetése és meggyilkolása, a charentoni elmegyógyintézet színjátszó csoportjának előadásában, de Sade úr irányítása alatt; 1963)

~ forradalmi kabaré ~
- Éjszakai vendégek (Nacht mit Gasten, 1963)
- Mockinpott úr kínjai és meggyógyíttatása (1963)
- A biztosítás (Die Versicherung, 1952)
- A torony (Der Turm, 1950)

Szegény Marat bekerítik a házad
míg fejeket nyisszantanak
kiforgatják szavaidat
és amit nyertél igazságot itt
a sok vérben mind elfolyik

## Magyarul
- Bizonyítási eljárás. Oratórium, 1-2.; ford. Nádass József; Színháztudományi Intézet, Bp., 1965 (Világszínház)
- A vizsgálat. Oratórium; ford., bev. Vas István; Európa, Bp., 1966 (Modern könyvtár)
- Ének a luzitán szörnyről. Dráma; Színháztudományi Intézet, Bp., 1967 (Világszínház)
- Vitairat Vietnamról. Beszélgetés a hosszantartó felszabadító háború előtörténetéről és alakulásáról Vietnamban; Európa, Bp., 1969 (Modern könyvtár)
- Hölderlin; ford. Vas István, utószó Walkó György; Európa, Bp., 1973 (Modern könyvtár)
- A per. Dráma 2 felvonásban Franz Kafka azonos című regénye nyomán; ford. Antal László; Európa, Bp., 1977 (Modern könyvtár)
- Drámák; ford. Antal László et al., utószó Földényi F. László; Európa, Bp., 1985 (Drámák)